# Вільгельм Ферстер
Вільгельм Юліус Ферстер (16 грудня 1832 — 18 січня 1921) — німецький астроном. Його ім'я також може бути написане Förster, але зазвичай пишеться «Foerster» навіть у більшості німецьких джерел, де в тексті використовується «ö».

## Життєпис
Уродженець Грюнберга, Сілезія, він навчався в Берлінському університеті та Рейнському університеті імені Фрідріха Вільгельма в Бонні  і працював асистентом Йоганна Франца Енке. У 1860 році він спільно з Оскаром Лессером відкрив астероїд 62 Ерато, що стало першим спільним відкриттям в історії. У 1863 році він став професором астрономії в Берлінському університеті. Після смерті Енке в 1865 році він став директором Берлінської обсерваторії і пропрацював на цій посаді до 1904 року. Ферстер також навчав астрономії популярного геолога Альфреда Вегенера.
У 1868 році він був призначений директором комісії, заснованої Північнонімецьким союзом, а з 1871 року Німецькою імперією, для визначення стандартів вимірювання. На цій посаді він керував реорганізацією німецької системи мір і ваги на метричній основі. У 1891 році він був обраний президентом Міжнародного бюро мір і ваг.
У 1888–89 рр. Ферстер став співзасновником Уранії в Берліні, закладу астрономічної освіти, який охопив широку громадськість. Ферстер продовжував цікавитися популяризацією природничих наук .
У 1892 році він допоміг у заснуванні Німецького товариства етичної культури (GSEC; нім. Deutsche Gesellschaft für ethische Kultur), в якому також брав участь Альберт Ейнштейн. Він також був членом Німецького товариства миру (нім. Deutsche Friedensgesellschaft) і протистояв зростанню націоналізму, спричиненому початком Першої світової війни. Хоча він був серед 93 німецьких інтелектуалів, які підписали маніфест Aufruf an die Kulturwelt у Підтримуючи війну, Ферстер був одним із чотирьох інтелектуалів, які підписали контрманіфест Aufruf an die Europäer (інші були Альберт Ейнштейн, філософ Отто Бюк, фізіолог Георг Фрідріх Ніколаі).